# Neoputala lewisi
Neoputala lewisi är en insektsart som först beskrevs av William Lucas Distant 1906.  Neoputala lewisi ingår i släktet Neoputala och familjen Dictyopharidae. Inga underarter finns listade i Catalogue of Life.